# Mantokoane Pitso
Mantokoane Pitso (25 tháng 5 năm 1975 – 22 tháng 1 năm 2006) là một vận động viên chạy cự ly trung bình. Cô đã thi đấu ở nội dung 800 mét nữ tại Thế vận hội Mùa hè 1992.